# Pannes (Loiret)
Pannes is een gemeente in het Franse departement Loiret (regio Centre-Val de Loire). De plaats maakt deel uit van het arrondissement Montargis. Pannes telde op 1 januari 2022 3.719 inwoners.

## Geografie
De oppervlakte van Pannes bedroeg op 1 januari 2022 20,84 vierkante kilometer; de bevolkingsdichtheid was toen 178,5 inwoners per km².

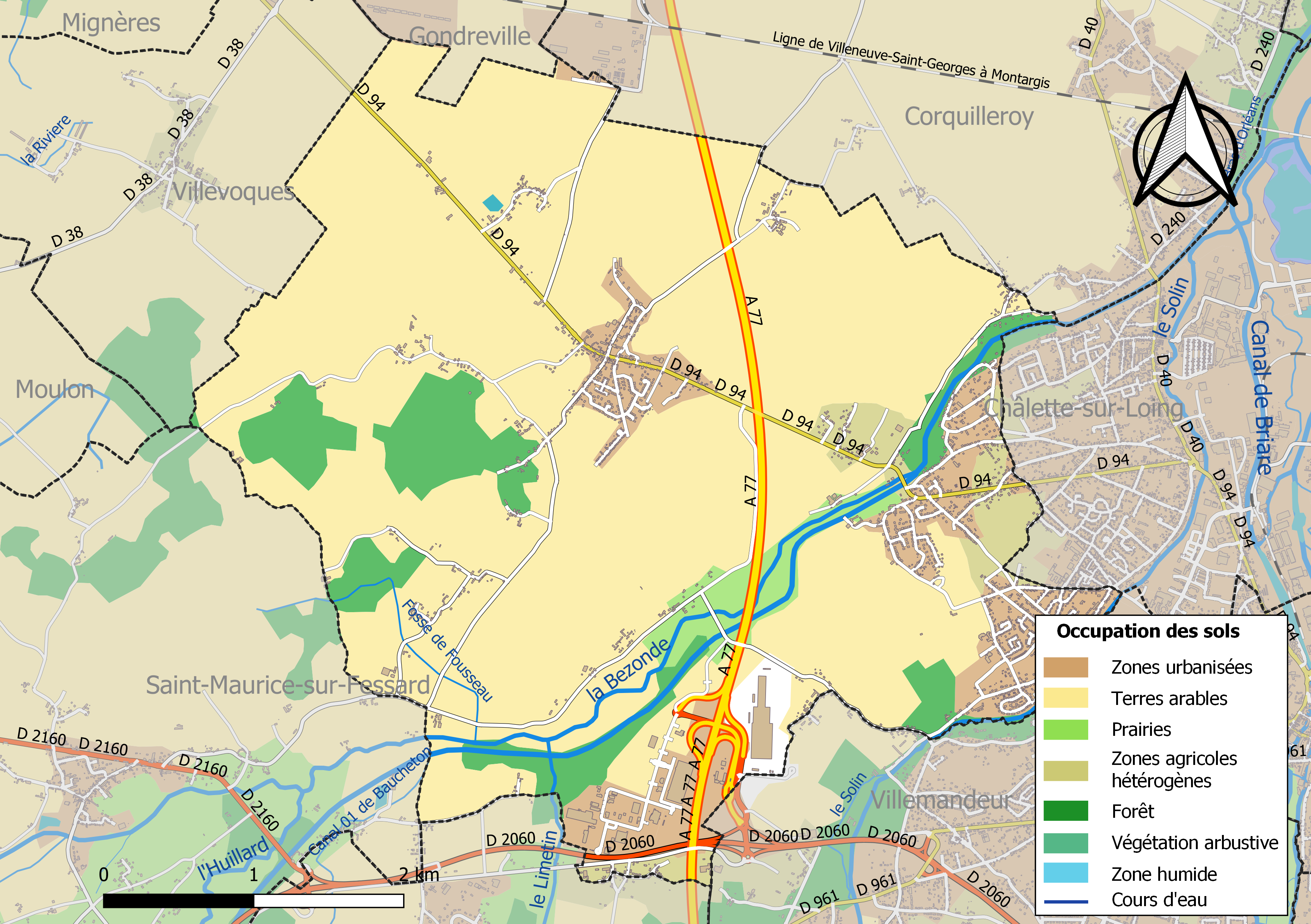
Kaart van de gemeente met de belangrijkste infrastructuur, bodemgebruik en omliggende gemeenten

## Demografie
Onderstaande figuur toont het verloop van het inwonertal (bron: INSEE-tellingen).